# NGC 1891
NGC 1891 ist ein Asterismus im Sternbild Columba.
Das Objekt wurde am 26. Dezember 1835 vom britischen Astronomen John Herschel entdeckt.